# Hrabanovská černava
Hrabanovská černava je 54,96 ha velká národní přírodní památka, která se rozprostírá ve Středočeském kraji v katastrálním území Lysá nad Labem. Jedná se o komplex mokřadů a slatinných luk na prameništi levostranného přítoku Mlynařice (severně od Lysé nad Labem). Pro svůj význam byla zařazena do soustavy evropsky významných lokalit Natura 2000.
Hrabanovská černava je pozůstatkem v minulosti v Polabí rozsáhlých slatin s ostřicovomechovými společenstvy. Dnes se jedná o nejrozsáhlejší komplex tohoto typu v Česku. Vyskytuje se zde široké spektrum ohrožených a chráněných druhů rostlin. Černava má mimořádný význam pro botaniku, paleoekologii, entomologii a malakozoologii.

## Historie
V 18. století byla na Hrabanově prokázána po krátkou dobu existence rybníka. Z minulosti víme, že v této oblasti docházelo k ruční těžbě slatiny a mnohé známky o této činnosti se dochovaly jako tůně v západní části území. Luční vegetace se pravděpodobně využívala pro kosení pouze v sušších letech. V době druhé světové války bylo v této oblasti vojenské cvičiště. Poté se zde zemědělská činnost už neobnovila, což vedlo k poškození vzácných mokřadních a lučních společenstev rákosem a vrbovými křovinami.
Národní přírodní památka Hrabanovská černava byla založena 31. prosince 1933 Ministerstvem školství a státní osvěty, tehdy s názvem "Hrabanovské černavy u Lysé n. Labem" o původní rozloze 27,6 ha.
Předmětem ochrany byly podle zřizovacího předpisu především poslední zbytky slatinných formací v Polabí s šášinovými porosty.
Díky tomuto významu se také v budoucnu dostala na seznam evropsky významných lokalit Natura 2000. Zvláštní územní ochranu tak získala velmi vzácná společenstva bezkolencových luk, xerotermních trávníků a písčin, která se do té doby nacházela mimo stávající území národní přírodní památky.
11. června 1992 byla Hrabanovská černava převedena Ministerstvem životního prostředí ČR do kategorie národní přírodní rezervace. Načež 3. února 2010 bylo rozhodnuto o předání správy o národní přírodní rezervaci Správě chráněné krajinné oblasti Kokořínsko. 25. ledna 2011 pak byla vyhlášena národní přírodní památky Hrabanovská černava.

## Přírodní poměry
Hrabanovská černava se nachází na jižním okraji Jizerské tabule v blízkosti severozápadního okraje města Lysá nad Labem na mírně zvlněném reliéfu deprese mezi nejvíce vystupujícími křídovými "hůrami" v nadmořské výšce 186 m n. m. Geologické stáří se datuje do období druhohor a tvoří ji převážně křídové sedimenty, které překrývají usazeniny z pleistocenního nebo holocenního období. Jsou to například písky, náslatě, vápnité slatiny a sladkovodní křída. Najdeme zde také pískovce, hlíny, slíny a slínovce. Nacházejí se tu jílové sladkovodní křídy, v kterých se vyskytují rostlinné a živočišné zbytky zejména měkkýšů a ostrakodů. Na části území můžeme najít také návěj vátých písků, které místy překrývají starší organozemě. V okolí této lokality navazují na mírných svazích arenické kambizemě.
Za vznikem místních slatinných nalezišť stojí vývěry artéských pramenů, jejichž vydatnost se v čase mění. Tyto vody mají vysoký obsah vápníku. Tato voda také stojí za různorodostí společenstev černavy, neboť je jedním z nejdůležitějších ekologických faktorů utvářející tuto oblast. Proto je jedním z hlavních problémů ohrožení této oblasti narušení vodního režimu, jako se tomu stalo například v letech 1882–1904 kde došlo k odvodnění lokality.
Celkové klima v této oblasti je teplé, mírně suché s mírnou zimou.

### Flóra
Největší plochu zde zastupují vrbové křoviny a společenstva ostřice vyvýšené (Carex elata), tyto porosty jsou postupně ničeny rozrůstajícím se rákosem obecným (Phragmites australis). Tato společenstva se nacházejí ve střední a v západní části lokality, do kterých po několik desetiletí nikterak nezasáhl člověk. Dále zde leží tůně, pozůstatky z minulosti po těžbě slatiny, v kterých můžeme najít vzácné druhy submerzních vodních makrofyt. Za velkou vzácnost můžeme považovat bublinatku obecnou (Utricularia vulgaris), jelikož na Hrabanově je jedna z málo lokalit v České republice kde na ni můžeme narazit. Nejvzácnější vodní rostlinou je zde ovšem rdest zbarvený (Potamogeton coloratus), který se zde vyskytuje na jediné původní lokalitě v ČR. Výskyt rdestu zde zanikl změnou hydrologických podmínek na konci 70. let 20. století, populace se však r. 2009 samovolně obnovila ze semenné banky po managementovém zásahu, kdy bylo vykopáno několik nových tůní. Rozmanitost druhů vodních makrofyt se velmi mění podle času a aktuálně je nejhojnější parožnatka (Chara hispida).
Litorální porosty největší tůně jsou tvořeny také mařicí pilovitou (Cladium mariscus). Ta tu má jedno ze tří současných stanovišť v České republice. Také pro třtinu přehlíženou (Calamagrostis stricta) je Hrabanovská černava jednou ze dvou lokalit v ČR kde se vyskytuje. Ve východní části, která je také nejsušší, můžeme narazit na bujné porosty šášiny rezavé (Schoenus ferrugineus) a jejích kříženců s šášinou načernalou (Schoenus nigricans).
Velmi významnou roli hrají střídavě vlhké bezkolencové louky, které mají velký vliv na početnost ohrožených druhů v této oblasti. Po znovunavrácení zemědělského hospodaření, tím myslíme kosení, se postupně vracejí vstavače a další ohrožené druhy. Příkladem můžeme uvést prstnatec pleťový (Dactylorhiza incarnata), ale i vstavač bahenní (Orchis palustris). Z další druhů rostlin stojí za pozornost vstavač vojenský (Orchis militaris), pěchava slatinná (Sesleria uliginosa), huseník hajní (Arabis nemorensis), sítina slatinná (Juncus subnodulosus), bezkolenec modrý (Molinia caerulea), ostřice Buxbaumova (Carex buxbaumii), která je v ČR velmi kriticky ohrožený druh, dále pak ostřice Hostova (Carex hostiana), ostřice plstnatá (C. tomentosa), česnek hranatý (Allium angulosum), pětiprstka hustokvětá (Gymnadenia densiflora), kohátka kalíškatá (Tofieldia calyculata), pryskyřník velký (Ranunculus lingua), hrachor bahenní (Lathyrus palustris), žluťucha žlutá (Thalictrum flavum) a řada dalších.

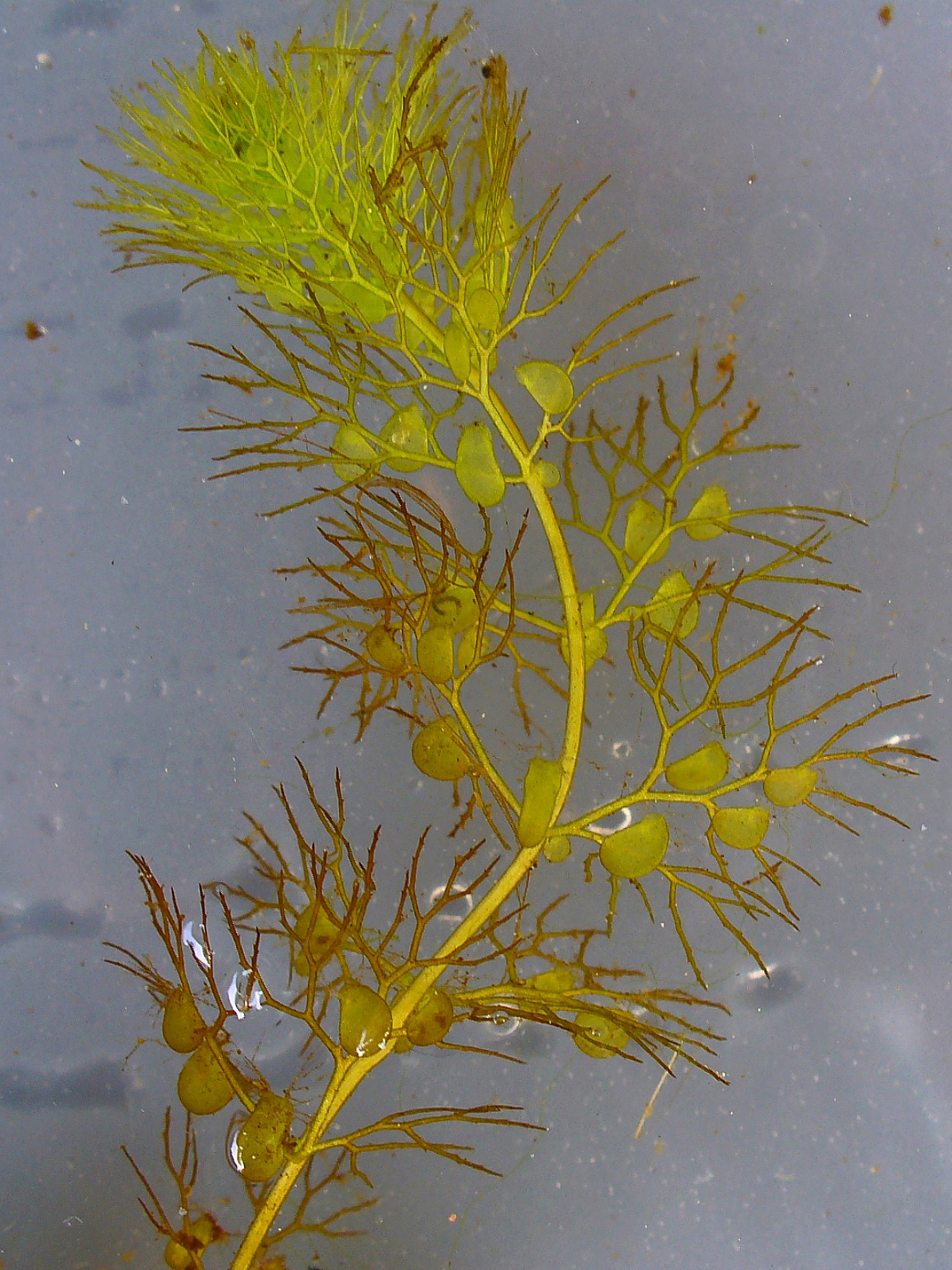
Bublinatka obecná (Ultricularia vulgaris)
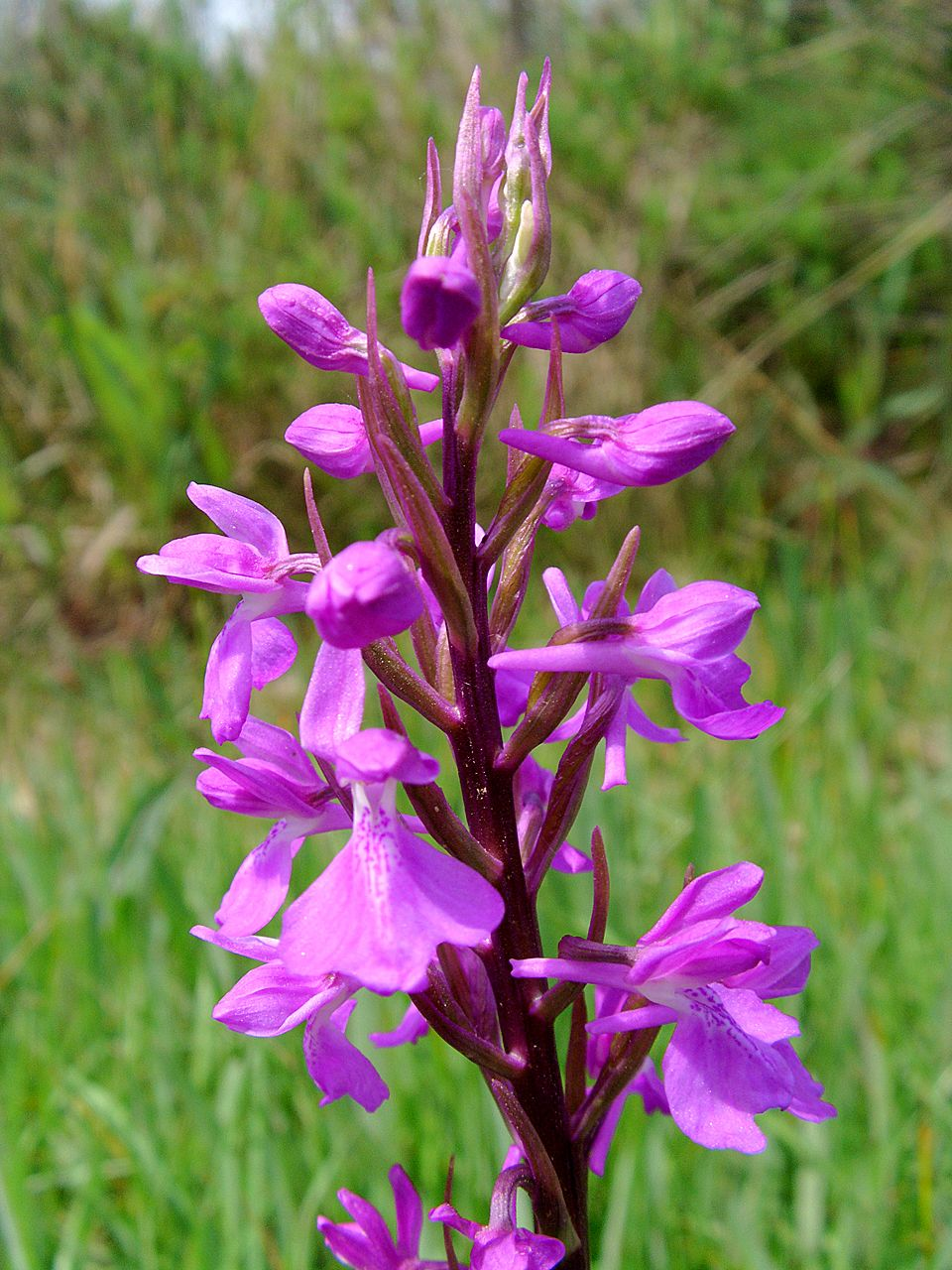
Vstavač bahenní (Orchis palustris Mallorca)
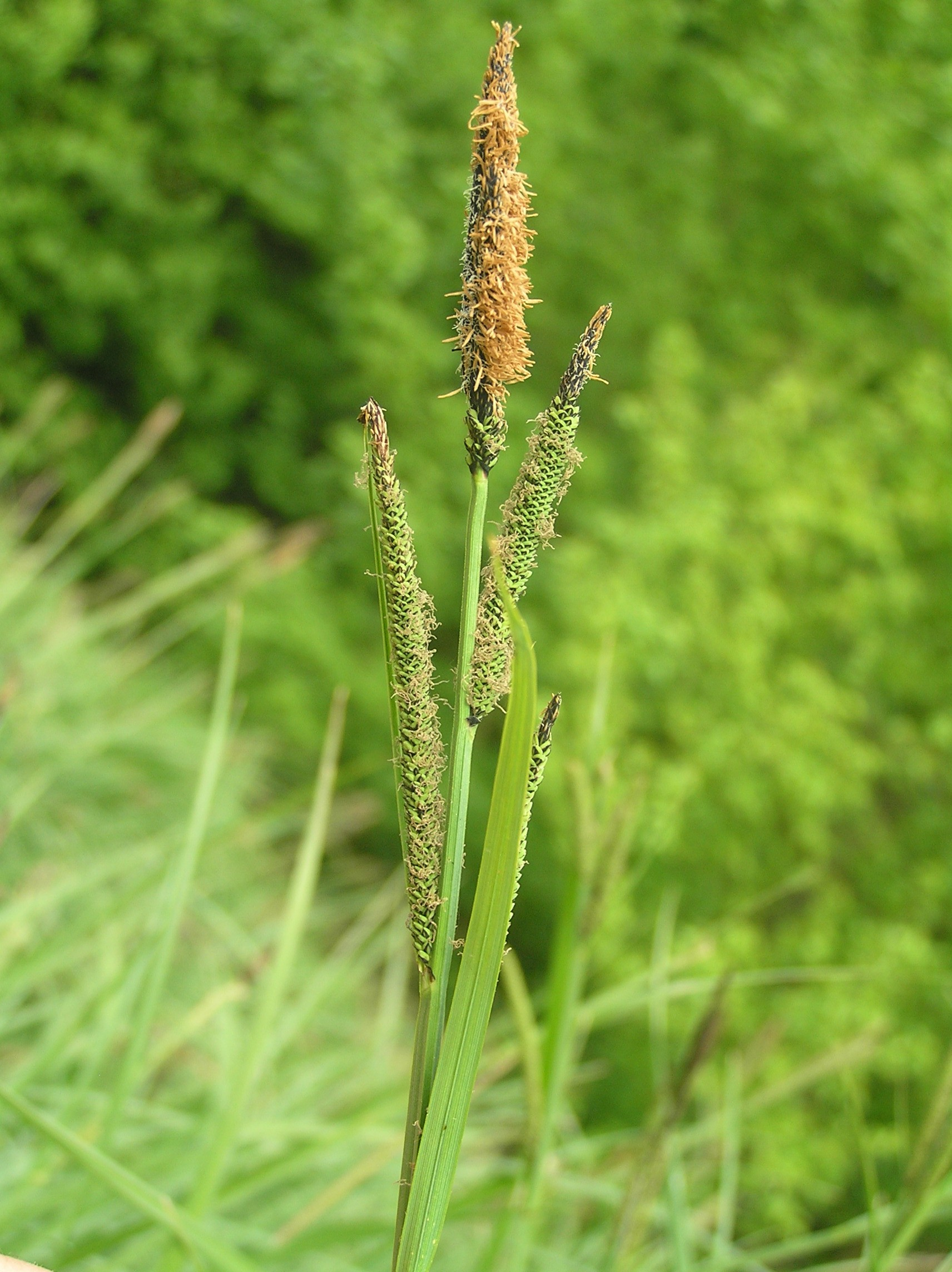
Ostřice vyvýšená (Carex elata)
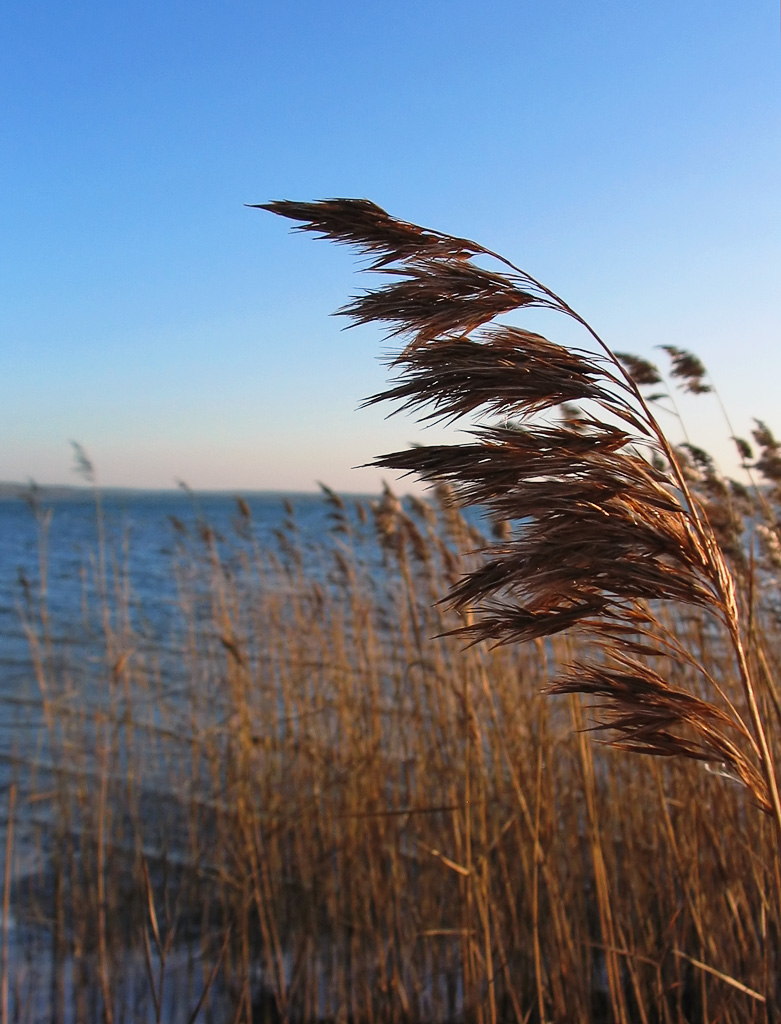
Rákos obecný (Phragmites australis)
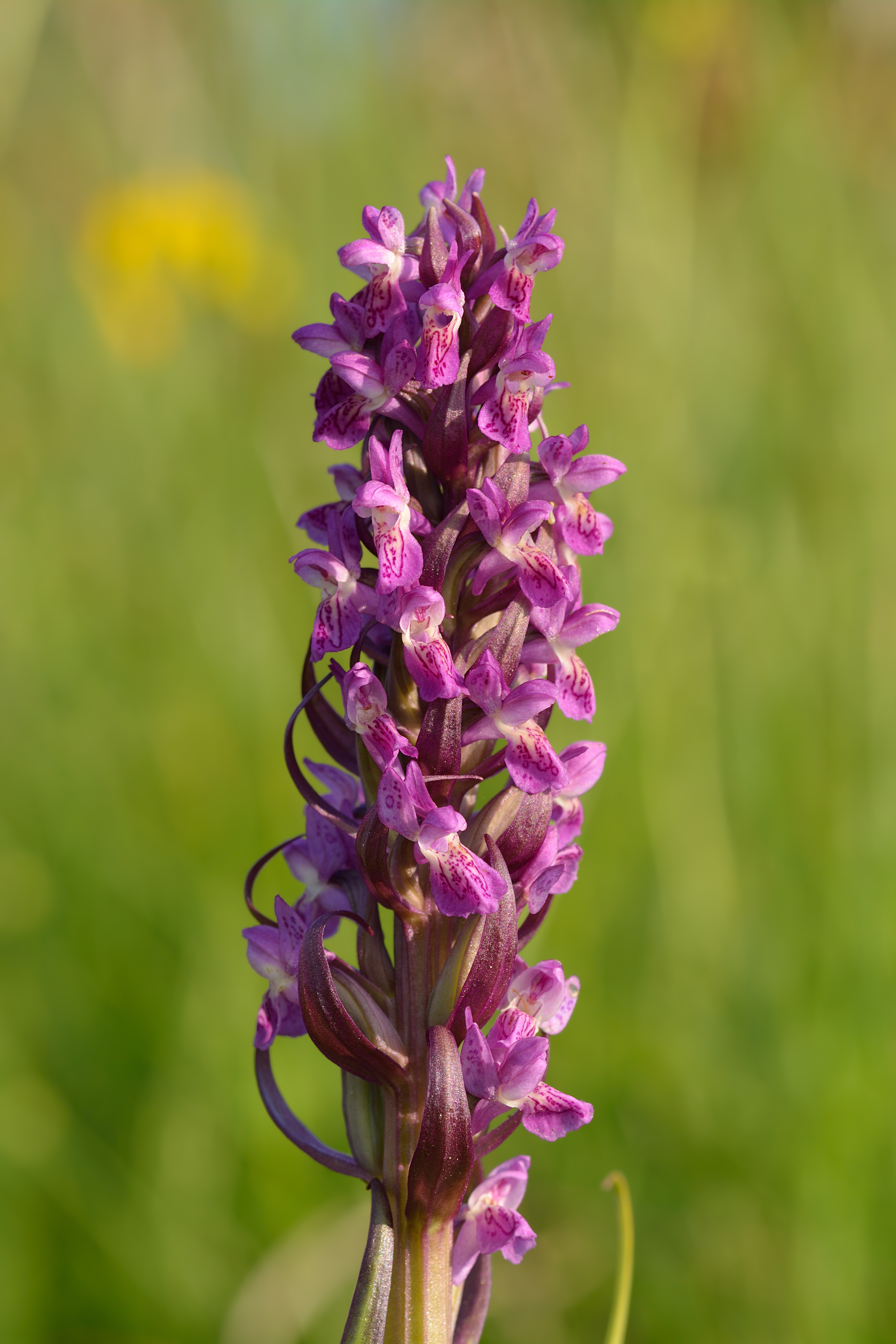
Prstenec pleťový (Dactylorhiza incarnata)
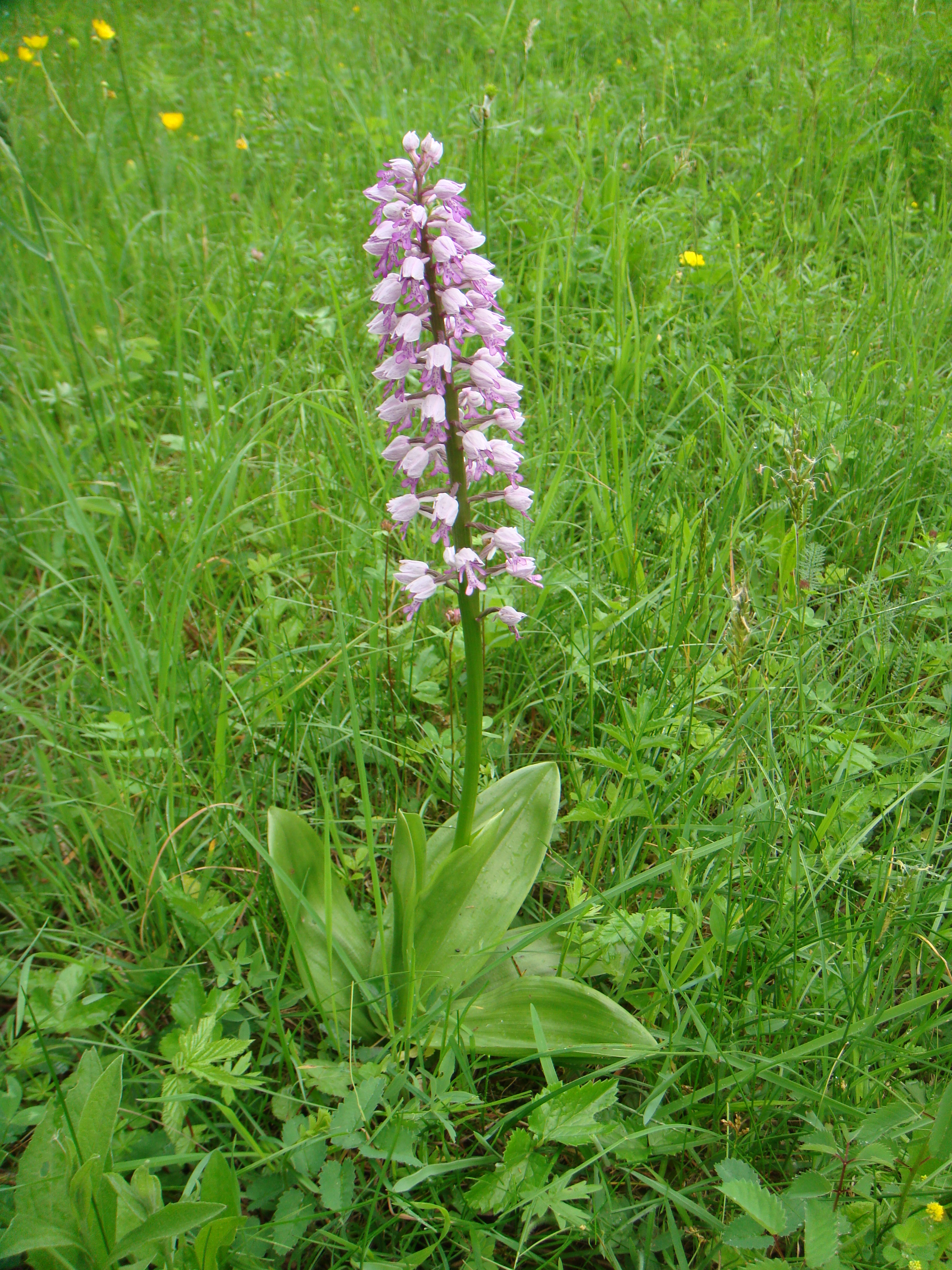
Vstavač vojenský (Orchis militaris)
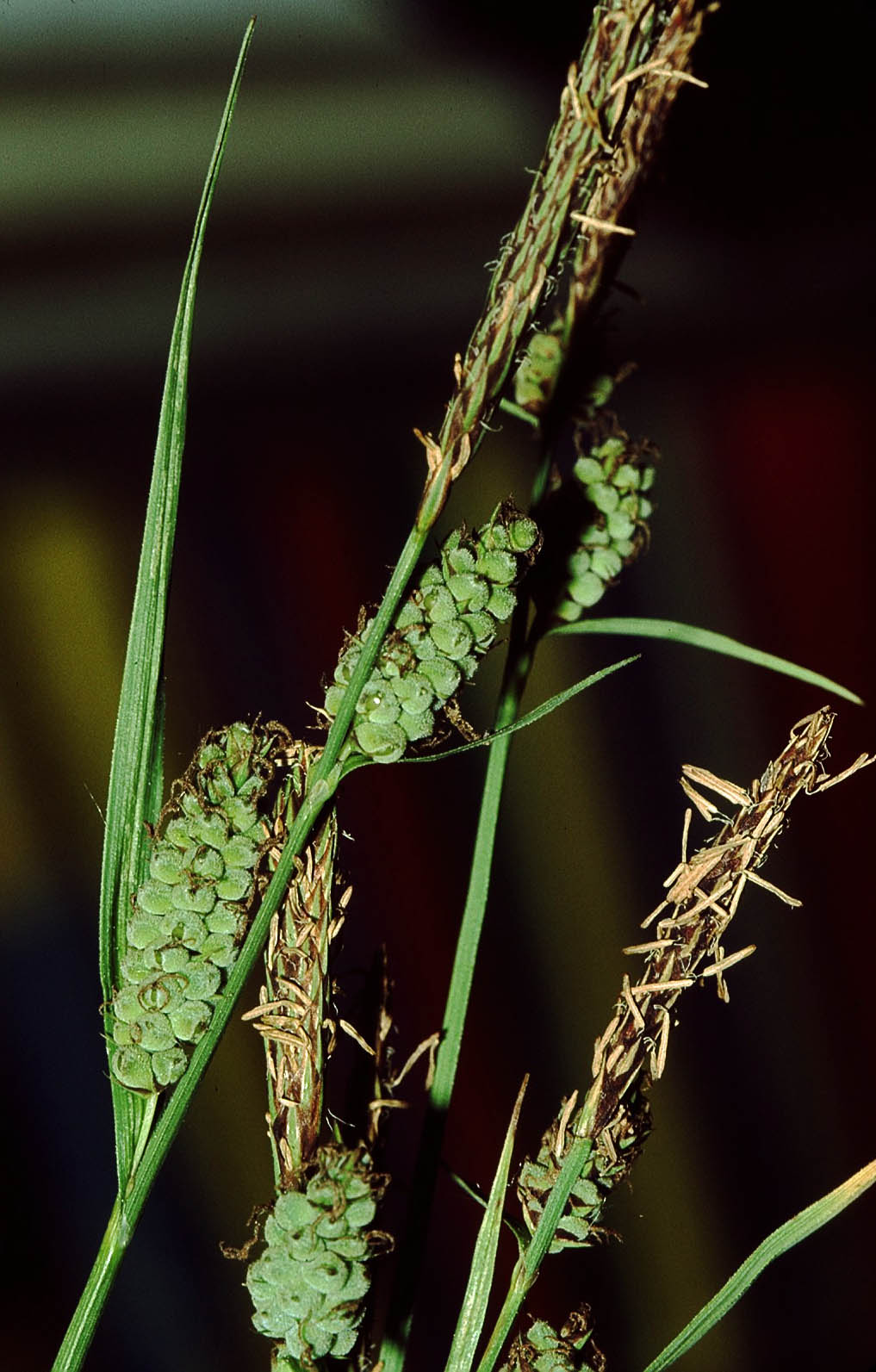
Ostřice plstnatá (Carex tomentosa)
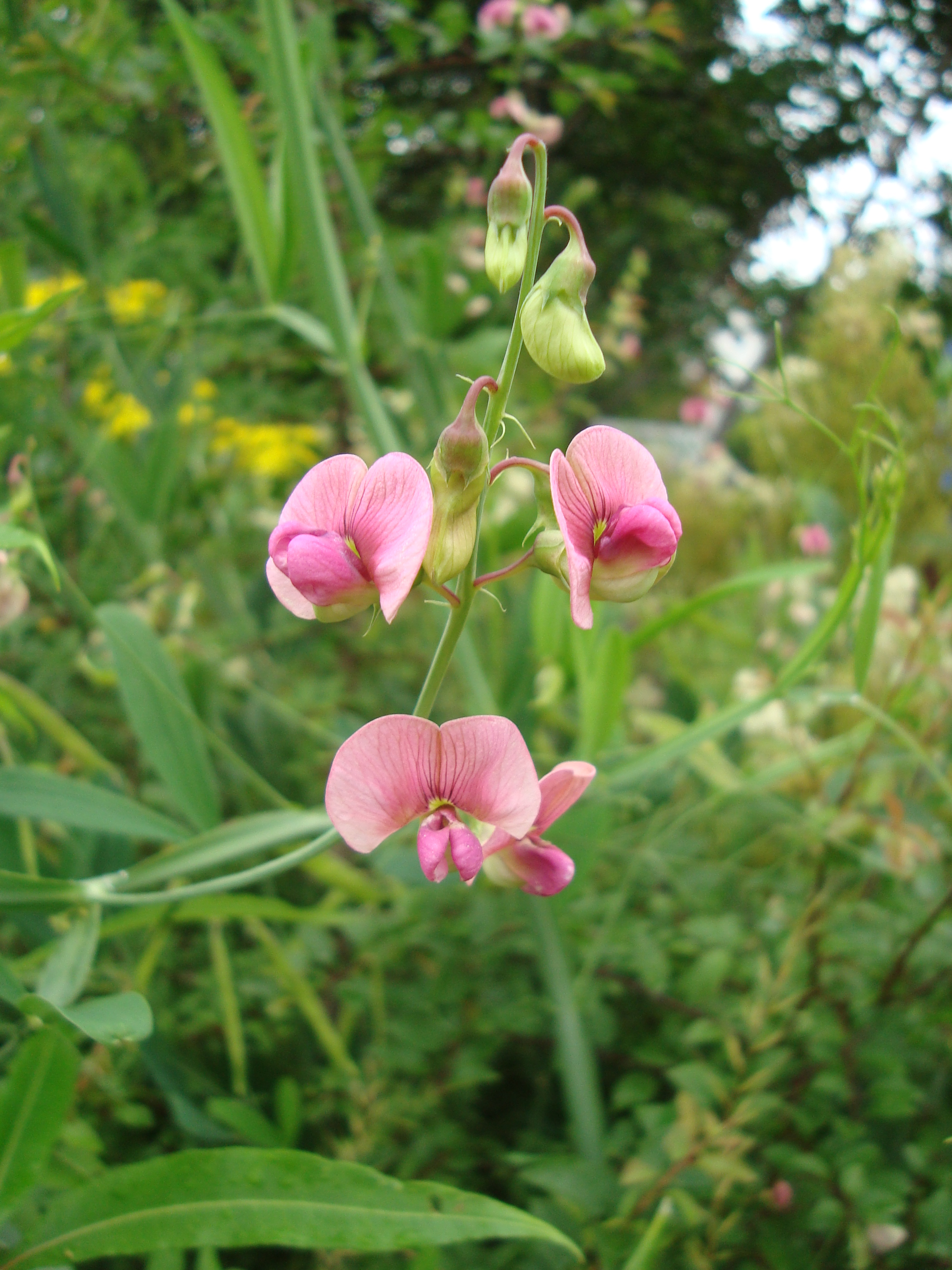
Hrachor bahenní (Lathyrus palustris)

### Fauna
V okolí černavy je také spousta vzácných druhů z říše živočichů. Z entomologického hlediska je tato lokalita významná díky několika nově objeveným druhům motýlů pro Čechy nebo Českou republiku: vakonoš šedavý (Rebelia herrichiella), páskokřídlec (Cosmopterix lienigiella), Rhigognostis hufnagelii, drobníček (Stigmella zelleriella). Dále také otakárek fenyklový (Papilio machaon), pernatuška konopáčová (Adaina microdactyla) a pouzdrovníček (Coleophora tamesis).
V rezervaci bylo zjištěno 40 druhů měkkýšů: 14 druhů vodních plžů, 23 druhů suchozemských plžů a 3 druhy mlžů. Ze vzácných vodních měkkýšů se zde nachází hrachovka okružankovitá (Pisidium pseudosphaerium) a terčovník kýlnatý (Planorbis carinatus). Významné suchozemské druhy jsou například Vallonia enniensis, Vertigo antivertigo, Vertigo angustior a Euconulus praticola.
V tůních můžeme nalézt ohrožené druhy obojživelníků jako je čolek velký (Triturus cristatus), blatnice skvrnitá (Pelobates fuscus) a kuňka ohnivá (Bombina bombina). Dále také ropucha obecná (Bufo bufo), skokan štíhlý (Rana dalmatina) a čolek obecný (Triturus vulgaris).
Ze zástupců plazů: ještěrka obecná (Lacerta agilis).
Z ptáků zde mají hnízdiště bekasina otavní (Gallinago gallinago), moták pochop (Circus aeruginosus), rákosník velký (Acrocephalus arundinaceus), křepelka polní (Coturnix coturnix), cvrčilka slavíková (Locustella luscinioides), slavík obecný (Luscinia megarhynchos) a sýkořice vousatá (Panurus biarmicus).

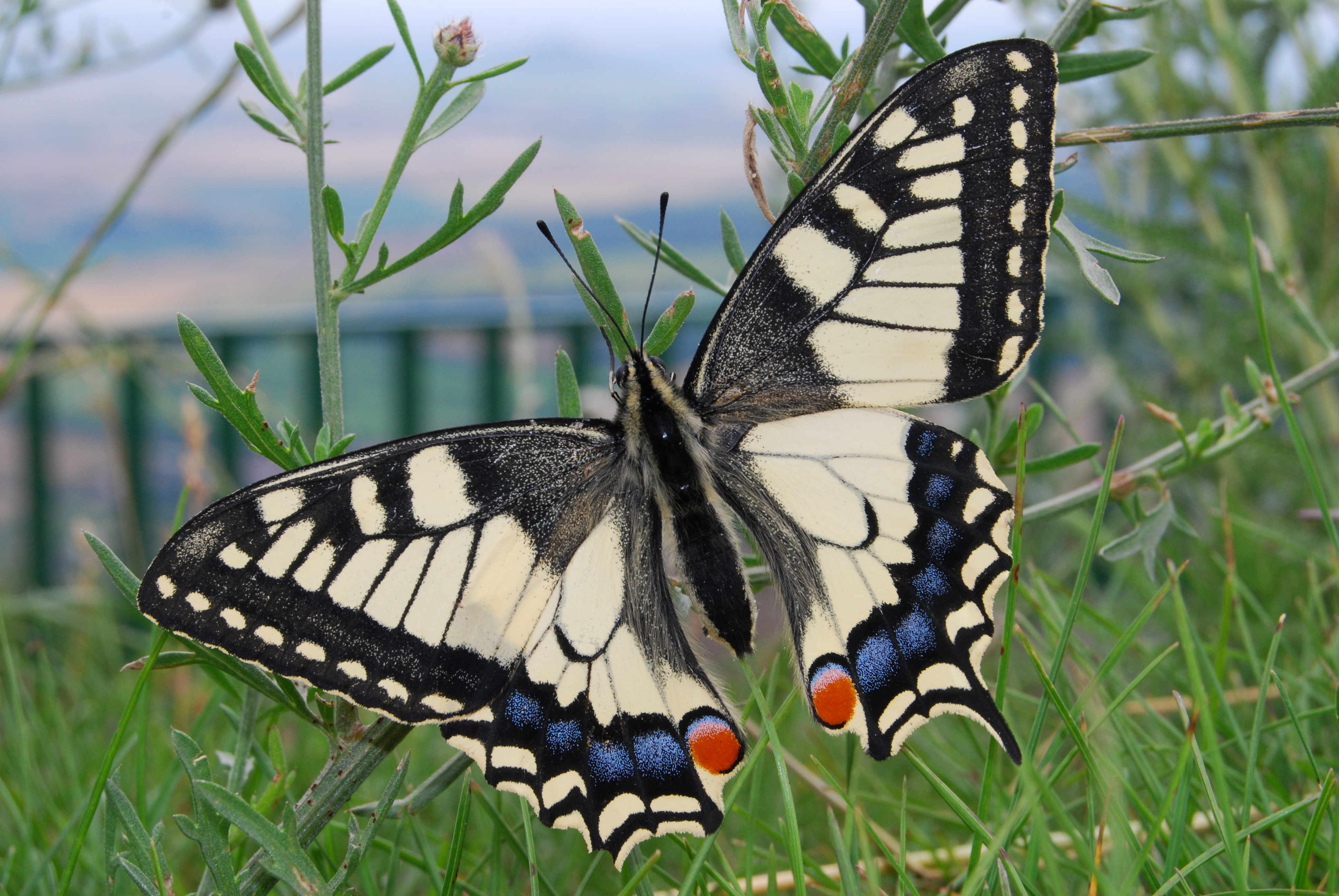
otakárek fenyklový (Papilio machaon)
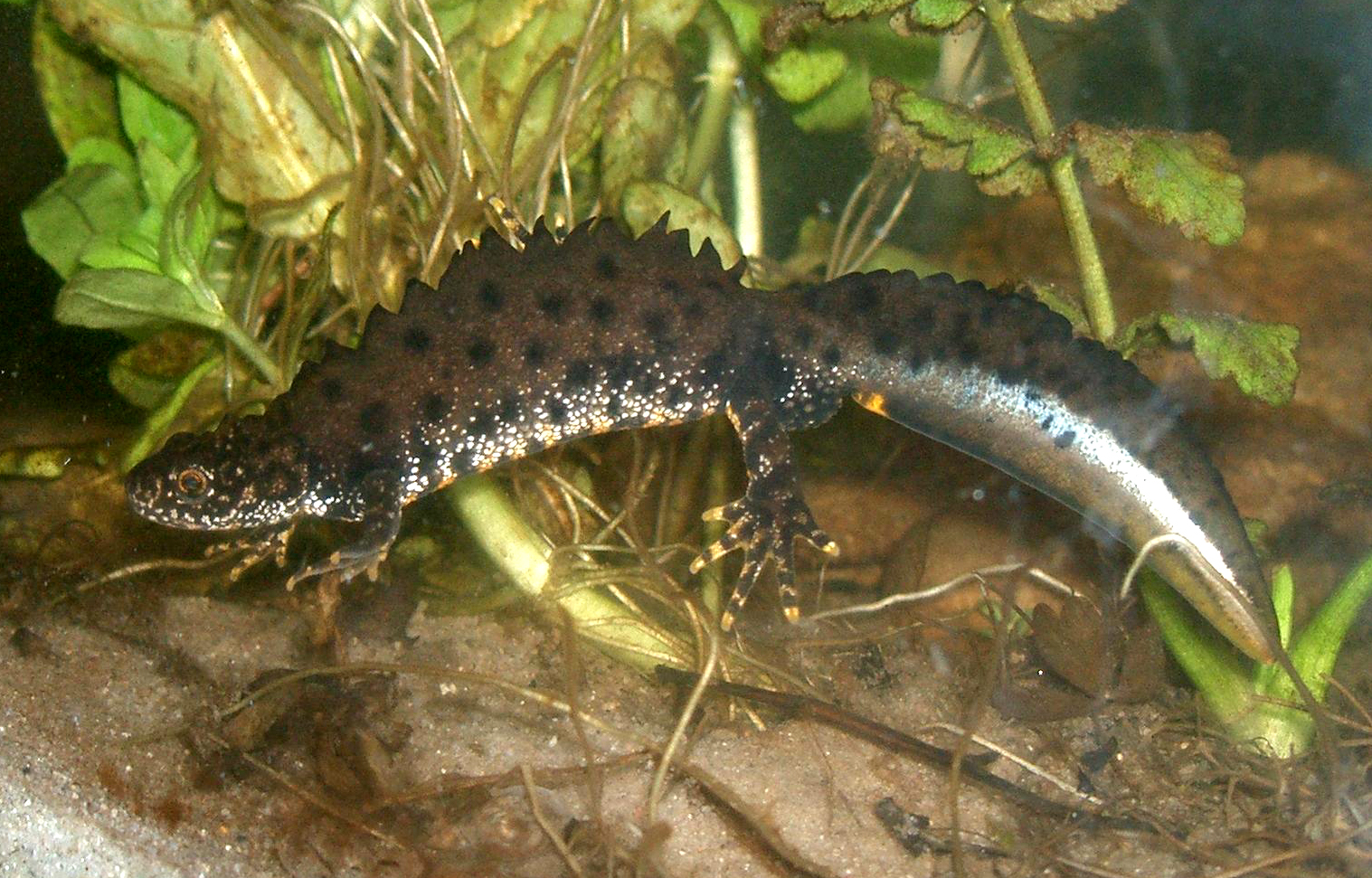
čolek velký (Triturus cristatus)
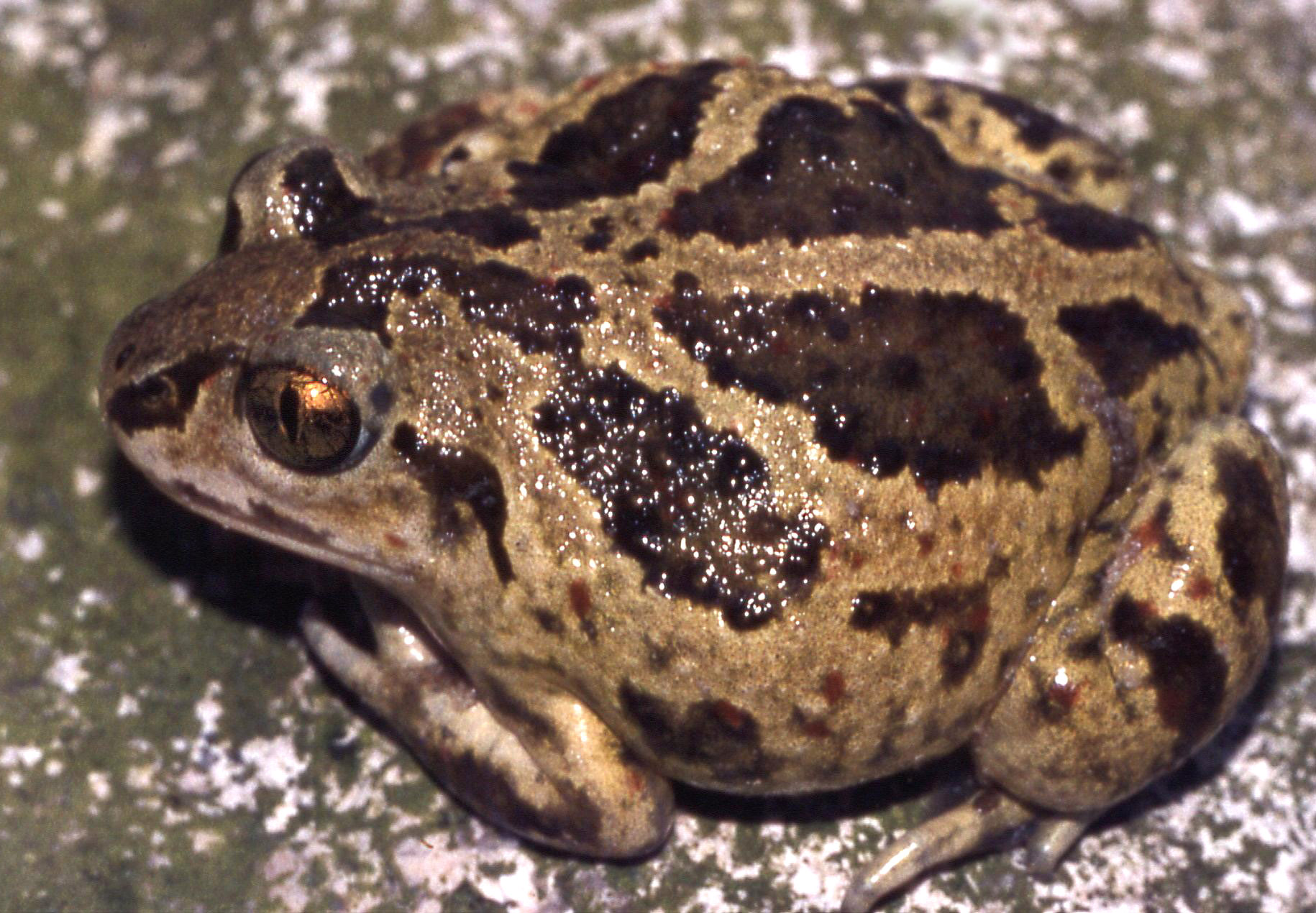
blatnice skvrnitá (Pelobates fuscus)
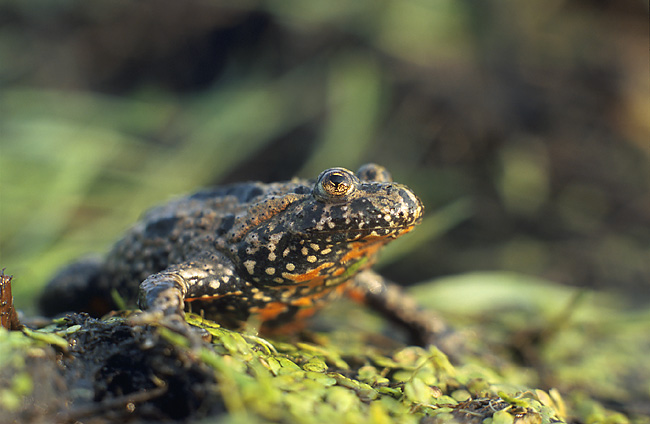
kuňka ohnivá (Bombina bombina)
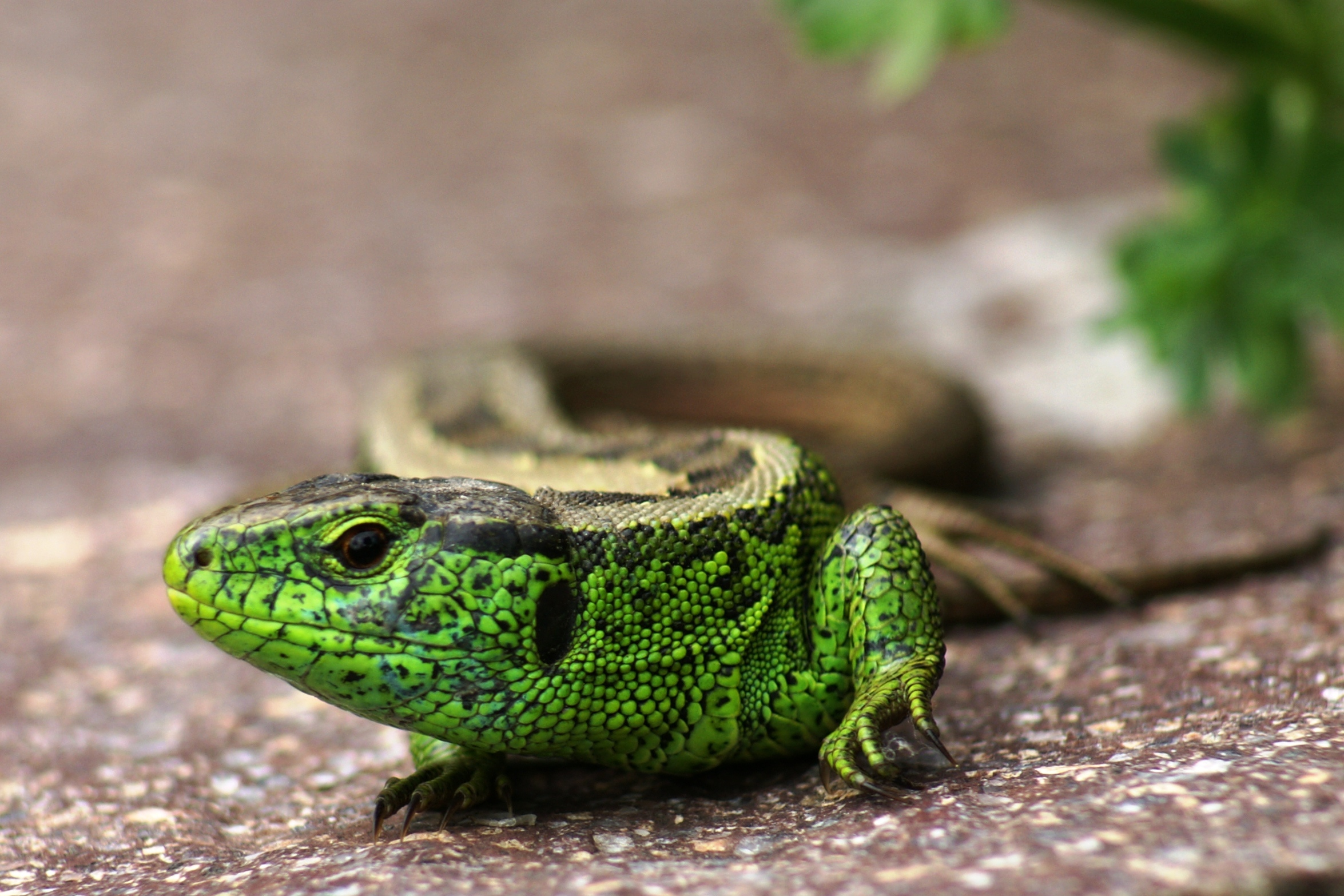
ještěrka obecná (Lacerta agilis)
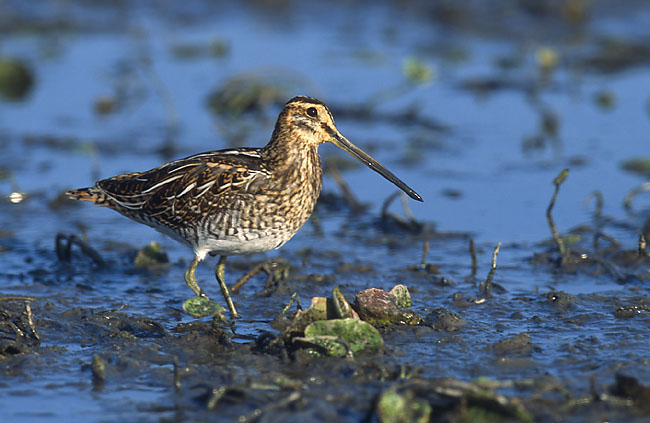
bekasina otavní (Gallinago gallinago)
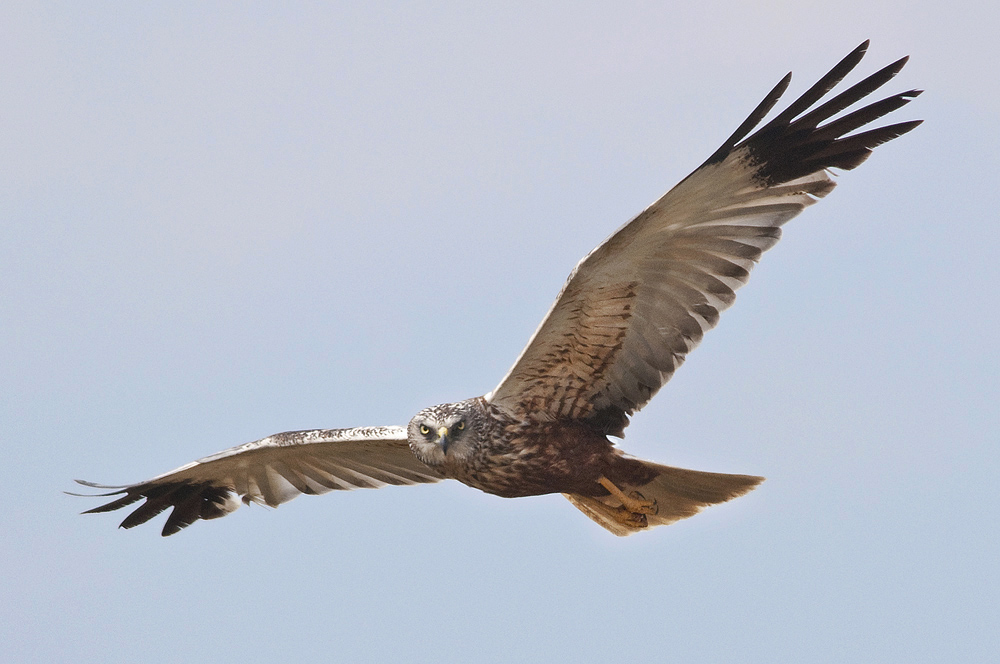
moták pochop (Circus aeruginosus)
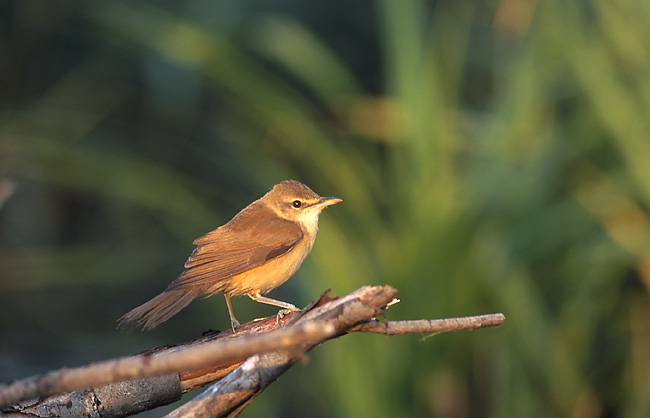
rákosník velký (Acrocephalus arundinaceus)
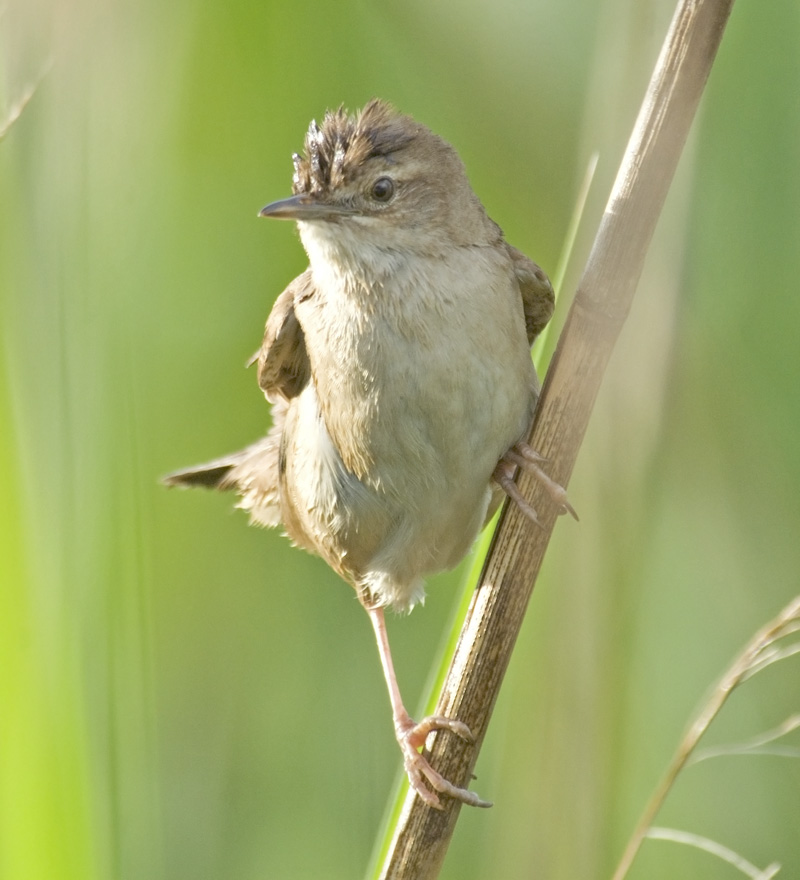
cvrčilka slavíková (Locustella luscinioides)
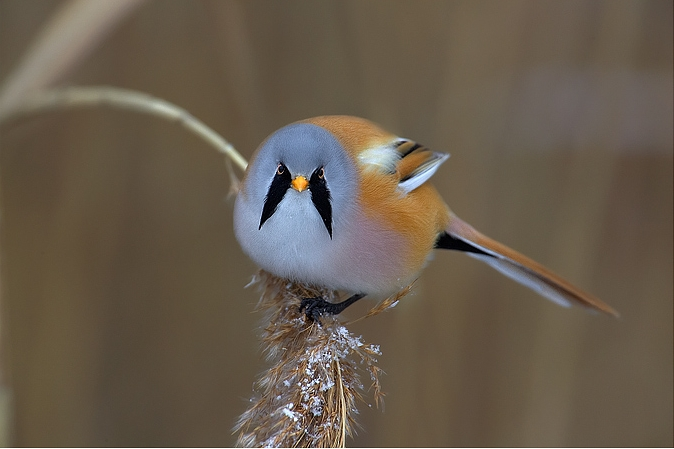
sýkořice vousatá (Panurus biarmicus)

## Ochrana
Nejdůležitější pro zachování lokality je co nejméně narušit vodní režim. Jelikož, ale tento stav není v současnosti natolik ucházející, je důležité také věnovat pozornost kosení a managementu této oblasti. Tímto způsobem je možné omezit rozšiřování rákosu (Phragmites australis), keřů, především vrby popelavé (Salix cinerea) a nově i krušiny olšové (Frangula alnus) a zčásti i třtiny křovištní (Calamagrostis epigejos). Toto rozrůstání je velmi nebezpečné, ale v poslední době došlo k úspěšnému zpomalení expanze.
Vápnitá slatiniště, která jsou vhodná stanoviště pro mařici pilovitou (Cladium mariscus) je vhodné nechat bez jakéhokoli zásahu člověka. U ostatních biotopů louky je zcela nezbytné pravidelné kosení, bez něhož by došlo k postupné, úplné degradaci biotopů. Je také velmi důležité zabránit nadměrnému zarůstání dřevinami.
V posledních letech byla kosena jen severní část památky. V jižní části slatiny nahradily porosty vysokých ostřic nebo degradovaly v druhově málo pestré rákosiny.

## Galerie

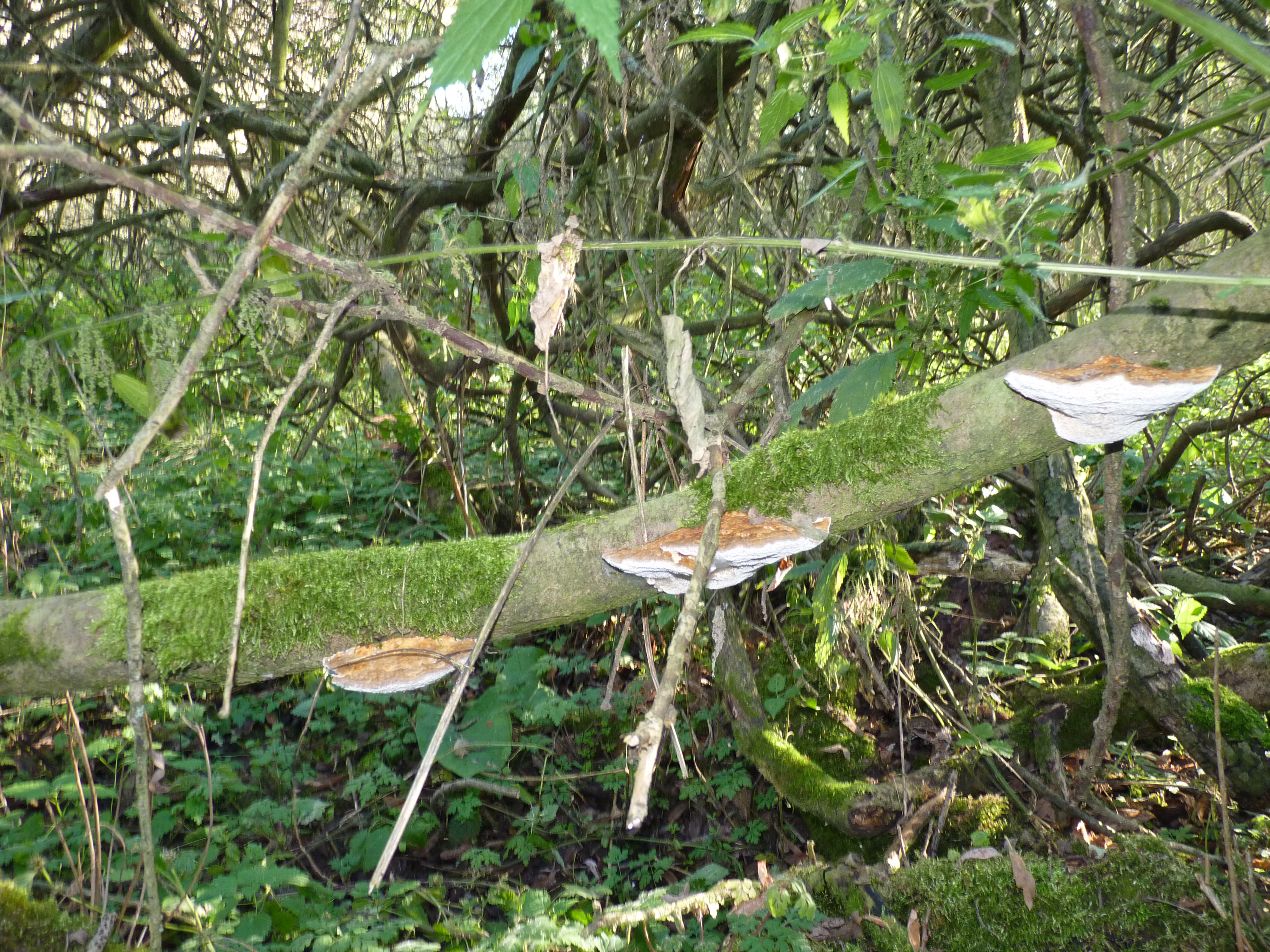
Krajina Hrabanovské černavy v létě 2011
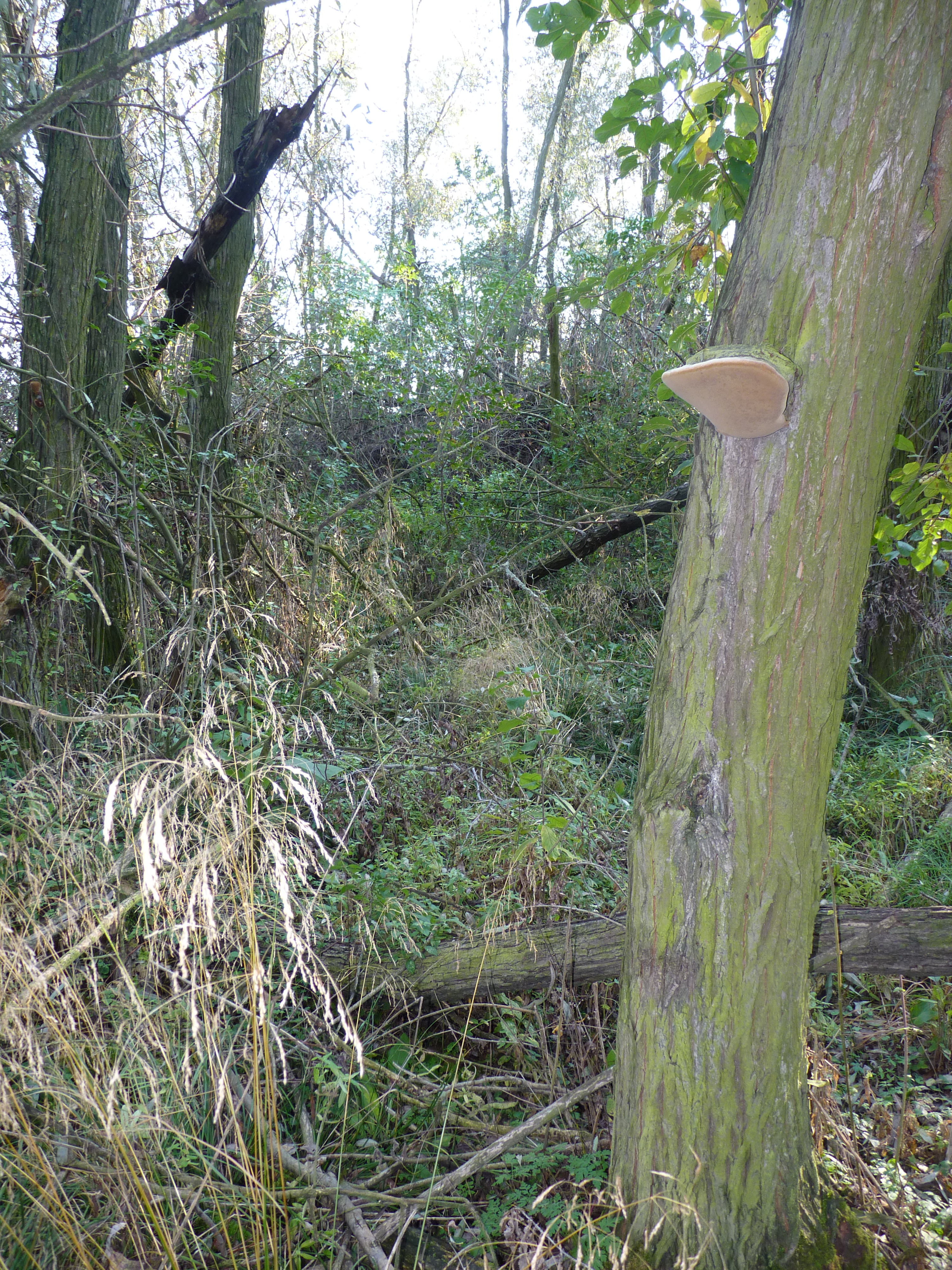
Krajina Hrabanovské černavy v létě 2011
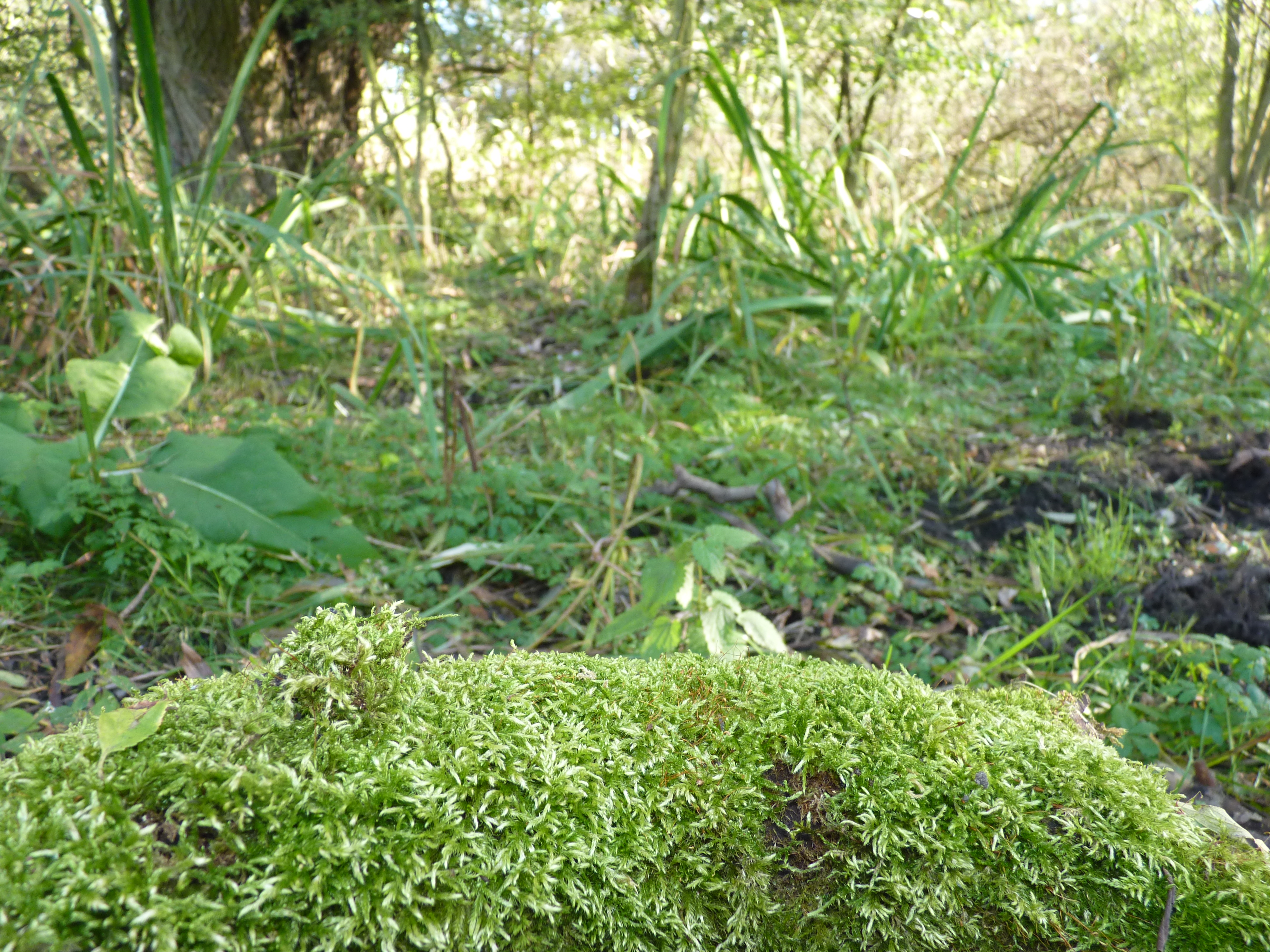
Krajina Hrabanovské černavy v létě 2011
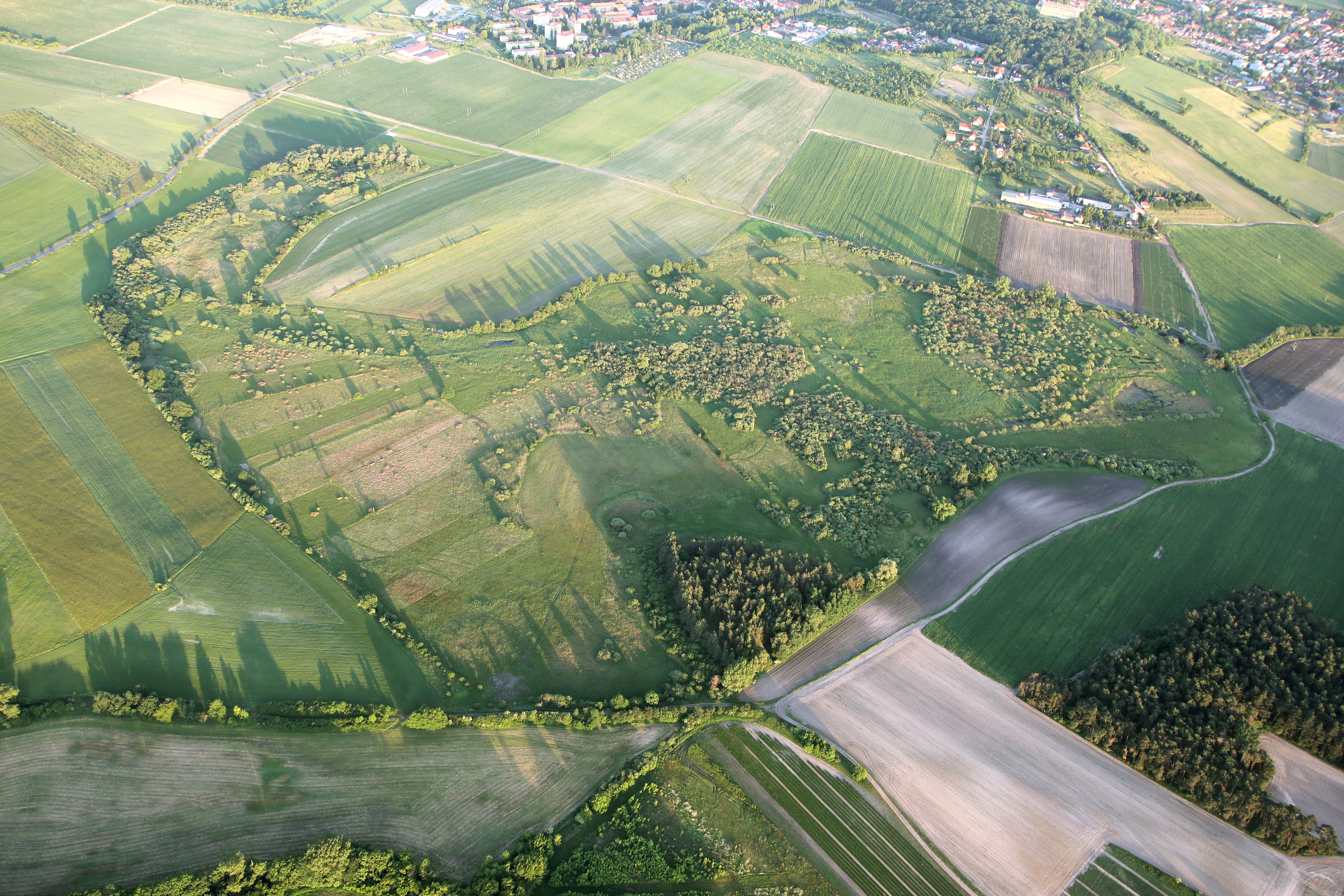
Letecká fotografie